# 卜半斎了珍

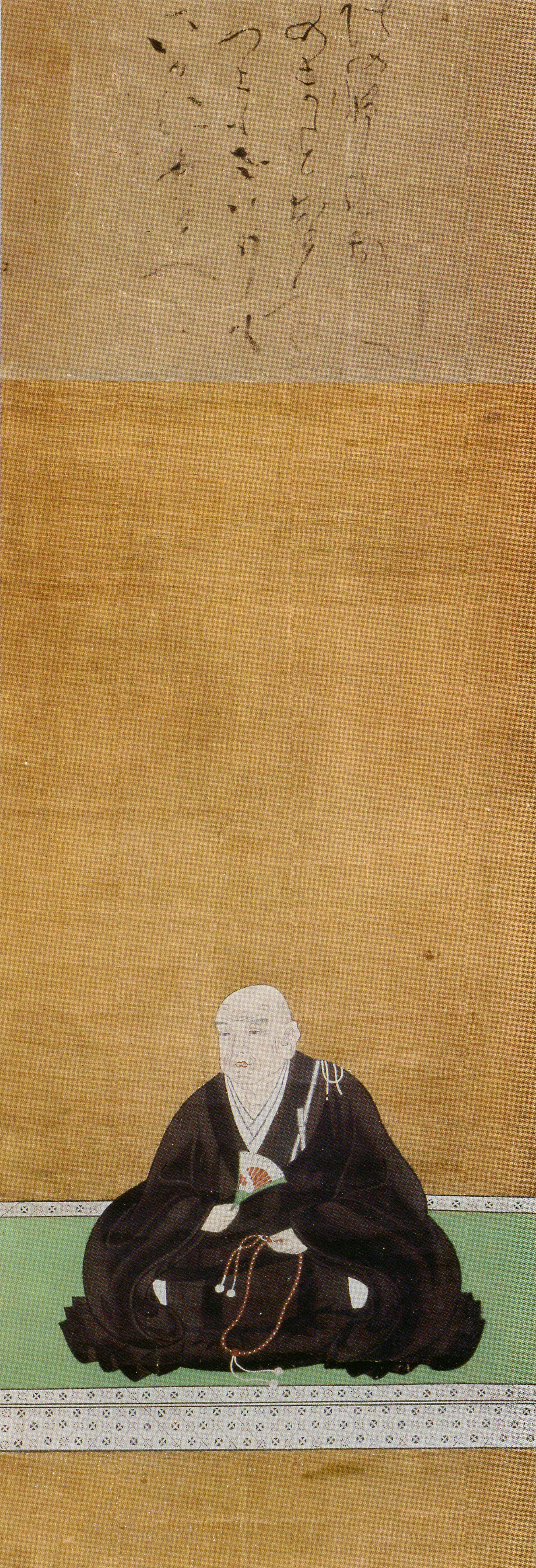
卜半斎了珍像(願泉寺蔵)

卜半斎 了珍（ぼくはんさい りょうちん、大永6年（1526年） - 慶長7年10月16日（1602年11月29日））は和泉国貝塚寺内町の地頭。和泉国願泉寺初代住持。紀伊国根来寺の僧。佐野川卜半ともいう。
日野郡瓦屋村（現・泉佐野市）を本貫とする土豪・佐野川新川家の出身。天文14年（1545年）、浄土真宗の門徒集団の自治区であった貝塚に根来寺から招かれて地頭となり、元あった寺（後の貝塚道場、願泉寺）を再興したとされているが、了珍が史料に現れるのは元亀年間（1570年- 1573年）となってからである。
豊臣秀吉とは親密な関係であったため貝塚の支配権を確立。後に聚楽第建設にも材木奉行として参加した。
貝塚道場は本願寺門主の顕如が天正11年（1583年から約2年間滞在し本願寺の拠点となったが、顕如が退去した後了珍は留守居となっている。後に慶長12年（1607年）には西本願寺の准如より「願泉寺」の寺号を賜り初代住持となる。

## 卜半家
了珍に始まる卜半家は、2代目了閑が徳川家康より寺内諸役免許の黒印状を授与されて願泉寺 (貝塚市)の寺内町の支配を認められたことにより、地頭（領主）として明治維新まで貝塚寺内を支配した。領地は江戸時代を通じて数少ない寺内領として幕末に至った。卜半の苗字は明治新姓として1875年より使用。
- 卜半斎了珍 ‐ 初代
- 卜半了閑 ‐ 2代。慶長期に地元住民と争論が起こり、訴訟騒ぎとなったが、家康から卜半家の領主権を認められ、以降当地を差配する。[6]
- 卜半了匂 ‐ 5代
- 卜半了友 ‐ 6代。宝永6年（1709年）に輪王寺宮常院室を仰付けられた（これ以降は代々同宮の戒師にて得度し、真宗教義のほかはすべてその指揮を仰ぐこととなった)。[6]
- 卜半了真（天明8年・1788年生） ‐ 10代 [1]
- 卜半了締（文化6年・1809年生） ‐ 11代。了真の長男（側室・和歌浦との子）。[1]
- 卜半好子（文化12年・1815年生） ‐ 藤堂長徳の妻。了真の三女（同上）。[1]
- 卜半俊子（文政元年・1818年生） ‐ 梅小路家10代当主・梅小路定徳の妻。了真の四女（同上）。 [1]
- 卜半篤子（天保12年・1841年生） ‐ 子爵・富小路敬直の妻。卜半了締の次女
- 卜半寿子（万延元年・1860年生） ‐ 子爵・山本実庸の妻。卜半了達の次女
- 卜半了顕 ‐ 17代願泉寺住職　[7]